# Seniga
Seniga é uma comuna italiana da região da Lombardia, província de Bréscia, com cerca de 1.559 habitantes. Estende-se por uma área de 13 km², tendo uma densidade populacional de 120 hab/km². Faz fronteira com Alfianello, Gabbioneta-Binanuova (CR), Milzano, Ostiano (CR), Pralboino, Scandolara Ripa d'Oglio (CR).

## Demografia
| Variação demográfica do município entre 1861 e 2011                               |
|                                                                                   |
| Fonte: Istituto Nazionale di Statistica (ISTAT) - Elaboração gráfica da Wikipedia |